# 威姆斯湾
威姆斯湾（英語：Wemyss Bay；發音：/wiːmz ˈbeɪ/ ⓘ）是苏格兰克莱德湾、中央低地因弗克萊德的一个村庄。它拥有通往比特島的港口。这里的威姆斯湾火车站在1865年开通，连接格拉斯哥。当地的威姆斯城堡（Wemyss Castle）是威姆斯家族（Clan Wemyss）自12世纪以来世代居住的地方。